# Vytautas Landsbergis
Vytautas Landsbergis (n. 18 octombrie 1932) este un academician și om politic lituanian, membru al Parlamentului European în perioada 2004-2009 din partea Lituaniei. A luptat pentru independența Lituaniei față de fosta URSS și a fost primul președinte al statului lituanian din perioada post-sovietică.

## Vezi și
- Lista președinților Lituaniei

1. ↑  Vytautas Landsbergis, Brockhaus Enzyklopädie, accesat în 9 octombrie 2017
2. 1 2 3  Visuotinė lietuvių enciklopedija
3. ↑  Vytautas Landsbergis, Munzinger Personen, accesat în 9 octombrie 2017
4. ↑  Vytautas Landsbergis, The Fine Art Archive
5. ↑  Autoritatea BnF, accesat în 10 octombrie 2015
6. ↑  CONOR.SI[*] Verificați valoarea |titlelink= (ajutor)
7. ↑  Deputații în Parlamentul European
8. 1 2 3 4   http://www.assembly.coe.int/nw/xml/AssemblyList/MP-Details-EN.asp?MemberID=3247 Lipsește sau este vid: |title= (ajutor)
9. ↑   https://www.lrs.lt/docs3/kad2/w5_lrs.seimo_nariu_sarasas-p_kade_id=2&p_kalb_id=1&p_int_tv_id=784.htm Lipsește sau este vid: |title= (ajutor)
10. ↑   http://www3.lrs.lt/seimu_istorija/w3_lrs.seimo_narys-p_asm_id=126&p_int_tv_id=788&p_kalb_id=1&p_kade_id=3.htm Lipsește sau este vid: |title= (ajutor)
11. ↑   http://www3.lrs.lt/pls/inter/w5_lrs.seimo_narys?p_asm_id=126&p_int_tv_id=0&p_kalb_id=1&p_kade_id=1 Lipsește sau este vid: |title= (ajutor)